# 劝利晟
劝利晟（802年—823年），一作劝利，寻阁劝之子，劝龙晟之弟，南诏第六代国王，816年至823年在位，谥靖王。
816年，弄栋节度使王嵯巅杀死劝龙晟，拥立劝利晟即位。大权掌握在王嵯巅手中，817年，改元全义。818年，厚赏王嵯巅，赐姓蒙，封大容（“容”意为“兄”）。819年，废王嵯巅，赦其罪。命敬信三宝为清平官。820年，改元大丰。在位期间，与唐朝保持和好，多次遣使朝觐唐朝，有时一年数至。823年，唐赐南诏金印。同年，年仅22岁的劝利晟去世，其弟劝丰祐即位。

## 年号
- 全义：816年—819年
- 大丰：820年—823年